# Peugeot Typ 190

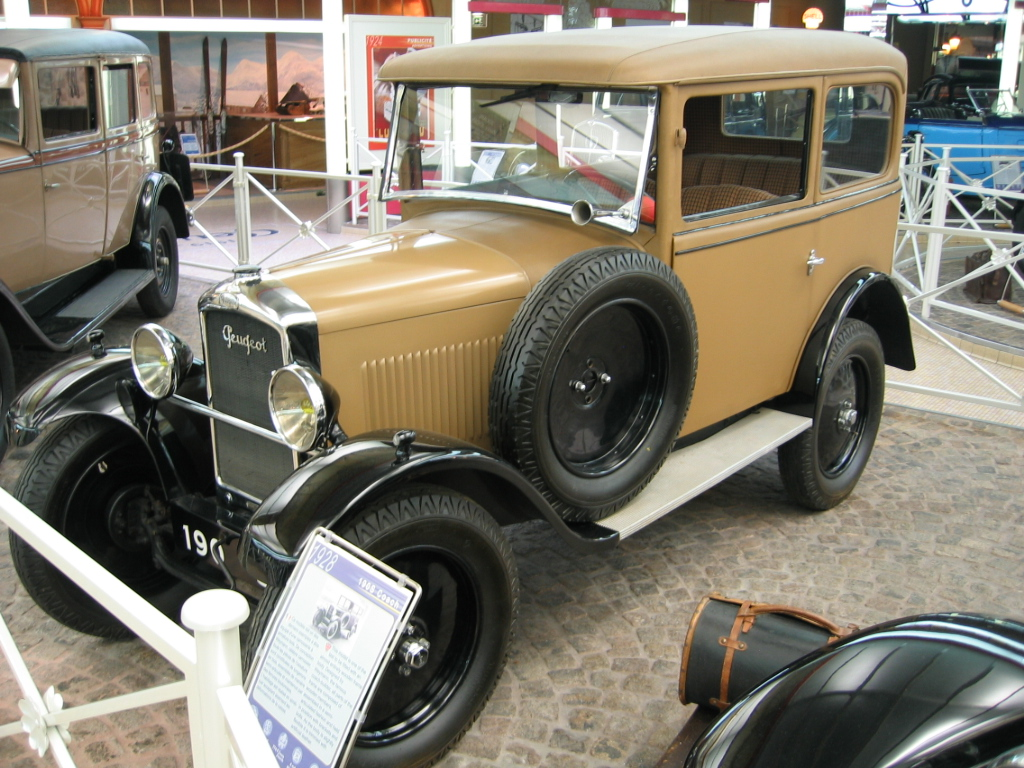
Peugeot Typ 190 im Peugeot-Museum Sochaux

Der Peugeot Typ 190 ist ein Automodell des französischen Automobilherstellers Peugeot, von dem von 1928 bis 1931 im Werk Sochaux 33.677 Exemplare produziert wurden.
Die Fahrzeuge besaßen einen Vierzylinder-Viertaktmotor, der vorne angeordnet war und über Kardan die Hinterräder antrieb. Der Motor leistete aus 695 cm³ Hubraum mit 51 mm Bohrung und 85 mm Hub 14 PS. Das Getriebe besaß 3 Gänge.  Im Unterschied zum Vorgänger Peugeot Typ 172 hatte das Modell Vierradbremsen.
Die Karosserie war ein Fachwerk aus Eschenholz, das mit Blech beplankt wurde. Einige Fachwerke wurden mit Kunstleder überzogen nach der Methode von Charles Weymann. Mit dieser Technik konnte man Gewicht sparen und störende Quietschgeräusche minimieren.
Es gab die Modelle 190 S und 190 Z. Bei einem Radstand von 226,8 cm und einer Spurbreite von 104,2 cm vorne bzw. 106 cm hinten betrug die Fahrzeuglänge zwischen 310 cm und 370 cm, die Fahrzeugbreite 130 cm und die Fahrzeughöhe zwischen 162 und 168 cm. Die Karosserieformen Innenlenker, Cabriolet, Torpedo, Allwettercabriolet, Faux Cabriolet und Lieferwagen mit Plane boten Platz für zwei bis vier Personen. Beim Lieferwagen, genannt „Camionette“, war der Radstand auf 2270 mm verlängert worden. Die Zuladung bei diesem Fahrzeug betrug 250 kg.